# Palatul Ullmann din Oradea
Clădire construită în stilul secession-ului vienez, se presupune a fi fost proiectată de arh. Ferenc Löbl și terminată în anul 1913. Clădirea e formată din subsol, un parter înalt, mezanin și trei etaje care se dezvoltă în jurul unei curți interioare. Ultimul etaj este mansardat, acoperit fiind de un acoperiș foarte înalt. În planul fațadei se remarcă simetria față de axul central, frumoasa proporționare a traveelor, atât pe orizontal cât și pe vertical.
Decorația, reprezentativă pentru secession-ul vienez se reduce la medalioane de stuc, butoni de carămidă, feronerie, vitralii și basorelieful de ceramică, executat în atelierul Zsolnay, cu smalț metalifer de culoarea bronzului reprezentând “Menora” păzită de doi lei.